# Maruttash
Maruttaš was een Kassitische (storm)god die wel vergeleken werd met Ninurta. 
Hij komt als theofoor element voor in de namen van sommige personen in Karduniaš, zoals koning Nazi-maruttaš.